# Мікулін Віктор Петрович
Віктор Петрович Мікулін (7 вересня 1960, Закарпатська область) — український науковець. Доктор юридичних наук, професор. Член Вищої кваліфікаційної комісії суддів України. Ректор Національної академії Служби безпеки України (2006-2009).

## Біографія
Народився 7 вересня 1960 року в Закарпатській області. У 1988 році закінчив юридичний факультет Військового інституту МО СРСР.
З серпня 1988 року працював суддею військового трибуналу Усурійського гарнізону Приморського краю. З 1992 по 2010 рр. служив в органах Служби безпеки України на оперативно-слідчих посадах. Працював викладачем, завідувачем кафедри, проректором. У 2006–2009 рр. — ректор Національної академії Служби безпеки України.
10 вересня 2010 року Рішенням з'їзду представників юридичних вищих навчальних закладів та наукових установ призначений членом Вищої кваліфікаційної комісії суддів України.
Від 25 січня 2016 року до 22 липня 2019 р. - заступник голови Закарпатської обласної державної адміністрації.